# Call Girl

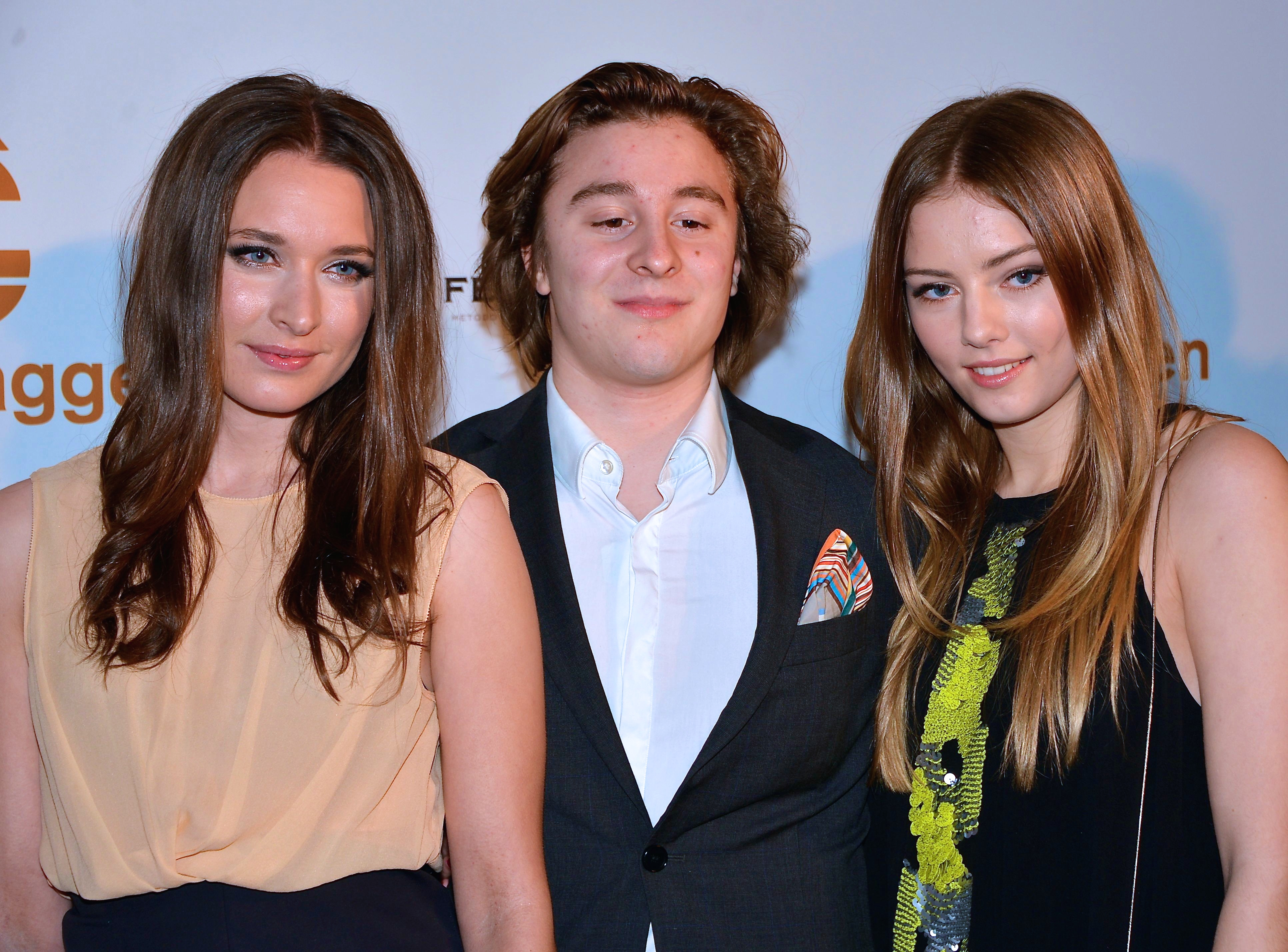
Josefin Asplund och Sofia Karemyr från Call Girl på Guldbaggegalan 21 januari 2013.

Call Girl är en svensk dramafilm med premiär 9 november 2012 i regi av Mikael Marcimain och med manus av Marietta von Hausswolff von Baumgarten. Filmen är inspirerad av den så kallade Bordellhärvan som utspelade sig under 1970-talet. I en av huvudrollerna finns Pernilla August i rollen som bordellmamman Dagmar Glans, baserad på verklighetens Doris Hopp.

## Handling
Filmen utspelas 1976 på flera nivåer  och följer bland andra bordellmamman Dagmar Glans (Pernilla August) och även ett par poliser som spanar på henne. En stor del av filmen skildras ur ett par minderåriga callgirls perspektiv och berättar historien om den 14-åriga Iris väg genom samhällsskikten.

## Roller
- Sofia Karemyr – Iris
- Simon J. Berger – John
- Josefin Asplund – Sonja
- Pernilla August – Dagmar Glans
- Anders Beckman – Roy
- Sven Nordin – Glenn
- David Dencik – Aspen
- Hanna Ullerstam – Mona
- Sverrir Gudnason – Krister
- Maria Alm Norell – Iris mamma Gunnel
- Lena B. Eriksson – Britt, socialsekreterare
- Jade Viljamaa – Minna
- Julia Lindblom – Mari
- Eddie Hultén – David
- Tobias Ekelund – Tompa, moppekille
- Max Nilén – Svante, moppekille
- Sven Ahlström – Stig Hall, programledare
- Andreas Kundler – Stövelknekten
- Ruth Vega Fernandez – Sasja, call girl
- Jennie Silfverhjelm – Sylvia, call girl
- Emelie Jonsson – Maritza, call girl
- Frida Röhl – Gita, call girl
- Louise Peterhoff – Ulla, call girl
- Outi Mäenpää – Sirja, call girl
- Natacha Mutomb Dackén – Marinelle, call girl
- Magnus Krepper – statsministern
- Claes Ljungmark – justitieministern
- Dag Malmberg – oppositionsledaren
- Mats Blomgren – statssekreteraren
- Anna Bjelkerud – kanslisekreteraren
- Kristoffer Joner – Sören Laurell-Wall
- Björn Andersson – chefsåklagare Rundgren
- Peter Carlberg – biträdande åklagare Wahl
- Rasmus Troedsson – Sörensson, advokat
- Lars Green – Kurt Nygren, spaningschef
- Klas Östergren – Sten Jenkert, Säpochef/öst
- Boman Oscarsson – Nils Holm, Säpochef/adm.
- Jakob Fahlstedt – Säpospan/öst
- Magnus Carlson – Säpospan/öst
- Roger Storm – polisintendent Långerud
- Clas-Göran Turesson – rikspolischefen
- Anna Takanen – polisassistent Anita
- Lars Helander – översten
- Wieslaw Figacz – polske generalkonsuln
- Valerie Spelman – amerikansk tv-gäst
- Anna Lyons – Lena, Johns fru
- Josefine Kuniholm – Greta, Johns dotter
- David Fukamachi Regnfors – Dagmars son
- Samuel Hellström – socialassistent/Holmnäs
- Rasmus Lindgren – socialassistent/Holmnäs
- Kalle Josephson – Säpospan/adm.
- Mattias Andersson – Säpospan/adm.
- Per Trollvik – statsråd
- Göran Låstberg – domare

## Mottagande
Call Girl sågs av totalt 130 812 biobesökare i Sverige.

## Debatt
Filmen väckte redan före premiären uppmärksamhet då en av rollfigurerna som har sex med en minderårig prostituerad enligt vissa påminner om Olof Palme. Olof Palmes familj uppgav att de övervägde att polisanmäla filmen för förtal. Skaparna till filmen uppgav dock att filmen är en fiktiv konstnärligt fri historia, inspirerad av arkivresearch i olika former. Den 7 december 2012 meddelades att Mårten Palme anmält filmen för förtal av avliden. Justitiekanslern beslutade dock i januari 2013 efter kort betänketid att avslå anmälan med motiveringen att det inte fanns skäl att lyfta frågan till ett allmänt åtal. Istället fördes diskussioner mellan familjen Palme och filmens regissör, producent, ansvarige utgivare och Garagefilm, där det nåddes en överenskommelse om att den så kallade hotellscenen, i vilken statsministern har sex med en underårig, skulle klippas bort innan filmen släpptes på DVD och Blu-ray.

## Utmärkelser
Filmen belönades med International Critics' Award (FIPRESCI) vid Toronto International Film Festival 2012 samt publikpriset vid Stockholms filmfestival.
På Guldbaggegalan 2013 nominerades Call Girl till 11 Guldbaggar, och vann fyra stycken.
- Bästa film: Mimmi Spång (Producent)
- Bästa regi: Mikael Marcimain
- Bästa kvinnliga huvudroll: Pernilla August som Dagmar Glans
- Bästa manuskript: Marietta von Hausswolff von Baumgarten
- Bästa foto: Hoyte van Hoytema (Vinnare)
- Bästa klippning: Kristofer Nordin
- Bästa ljud/ljuddesign: Petter Fladeby och Per Nyström (Vinnare)
- Bästa kostym: Cilla Rörby (Vinnare)
- Bästa mask/smink: Eros Codinas
- Bästa scenografi: Lina Nordqvist (Vinnare)
- Bästa visuella effekter: Tim Morris

## Musik i filmen
- Bee Gees - "Nights on Broadway"
- David Bowie - "Rock 'n' Roll with Me"
- George McCrae - "Rock Your Baby"
- Roxy Music - "Both Ends Burning"
- Bee Gees - "Fanny (be Tender with My Love)"
- Abba - "Dancing Queen"